# 莒光園地
《莒光園地》為中華民國國防部政治作戰局委託中華電視公司製作的中華民國國軍軍事教育節目，名稱源自毋忘在莒，1975年起在華視播出，最初的節目名稱為《莒光日電視教學》，1988年4月14日更名為《莒光園地》。原於每週四上午08:10首播。現於每週四14:10於華視主頻首播（14:00先播國防部軍事新聞通訊社製作的短片《國防線上》），並於週五14:00、週六08:10和週日08:10各重播一次（週日為教育體育文化台重播），每集節目約長55分鐘。

## 莒光園地節目組成
目前完整的莒光園地節目由以下幾個小單元組成：國防新聞、政令宣教單元劇、好想講英文（與空中英語教室合作）、虎帳笙歌（家人或朋友點歌或留言給官兵弟兄）、佳文選讀以及特殊節慶特輯。單元劇的部份會以戲劇方式呈現當週中華民國國軍的宣教主題，通常每個月的第三週是軍紀教育週，第四週則是保防教育週。根據曾服過兵的網友分享，單元劇有「劇情不合理」和「演技尷尬癌」的特色，但這些有趣的特色也成為軍中共同的記憶。

## 歷史沿革
- 民國63年（1974年）6月13日，國防部成立「電視政治教學指導委員會」，開始籌劃電視教學事宜。
- 民國63年（1974年）7月1日，《莒光日電視教學》首次試播，由國防部製作、華視播出。
- 民國64年（1975年）1月，《莒光日電視教學》由華視設專任製播人，延聘專家學者策劃節目製播，每集90分鐘。
- 民國67年（1978年），《莒光日電視教學》由華視專責節目錄製、播出等專業執行層面，國防部總政治作戰部負責策劃節目製播，每集90分鐘。
- 民國77年（1988年）4月14日，《莒光日電視教學》正式更名為《莒光園地》[3]，第一代片頭曲〈思想就是力量〉歌詞略作修改（「光復國土、消滅匪黨，重建我們的家邦」改為「光復國土、振興中華，重整我們的家邦」）[4]。
- 民國88年（1999年），因應《政府採購法》施行，國防部依該法規定辦理《莒光園地》製播案招標，自此華視每年均以得標廠商資格承攬製播至今。
- 民國91年（2002年），《莒光園地》每集時長調整為70分鐘，前段（約50分鐘）以教育、時事、勵志及政策性內容為主，後段（約20分鐘）則以文化、生活、益智及娛樂性內容為主；兩段之間插播流行音樂單元〈虎帳笙歌〉，播放當紅MV疊印國軍各級部隊官兵留言。
- 民國92年（2003年）3月，國防部總政治作戰局規劃新聞網站《軍事新聞網》開站，當時納入《青年日報》新聞、軍聞社軍事新聞、《莒光園地》影音收視、中山科學研究院《智權通報》，供讀者瀏覽。
- 民國95年（2006年）5月，《莒光園地》片頭曲〈明天更輝煌〉換成四分衛樂團作詞作曲的片頭曲〈青春不留白〉，分為rap版與非rap版[5]。
- 民國96年（2007年）5月起，配合國軍每週戰備訓練，《莒光園地》於週五14:10首播、週六08:10重播一次，相關節目內容亦可至國防部政治作戰局網頁點選「莒光日網路教學」收視，節目表及內容介紹刊載於每週一《青年日報》第七版（「莒光園地」版）。惟經評估考量教學效果，民國99年（2010年）1月1日《莒光園地》調整於週四14:00首播、週五14:00及週六08:10各重播一次。
- 民國103年（2014年）1月5日，《莒光園地》每週日08:10於華視教育文化頻道重播，原重播時段不變。
- 民國104年（2015年）10月29日，《莒光園地》正式改以播出。
- 民國105年（2016年）3月第1週起，《莒光園地》節目內容可至國防部政治作戰局《政戰資訊服務網》軍網版本點選「莒光日教育課程」收視。
- 民國108年（2019年）5月30日，《莒光園地》與空中英語教室合作，於〈虎帳笙歌〉前插播英語教學單元〈好想講英文〉。
- 民國110年（2021年）1月起，前導節目〈國防線上〉替換使用40多年的開場曲「橡樹之心」，改為由各領域音樂人製作的專案音樂，音樂有4種不同風格的編曲，並視該集主題選用其中一種播出。
- 民國111年（2022年）4月20日，國防部官員出席立法院外交及國防委員會會議時表示，國防部現除委製與播放《莒光園地》外，與華視並無任何業務關係；華視也不歸國防部督導[6]。

## 主持人
早期節目主持人為華視新聞主播專職擔任。後期改由華視新聞主播輪番擔任，並與國防部政戰軍官或士官長搭檔主持（部分情況與空中英語教室雜誌老師搭檔主持）。
現任主持人
各單位軍士官輪流主持
前任主持人
- 李艷秋
- 柴惠珍
- 粟奕倩
- 朱國珍
- 胡婉玲
- 蕭彤雯
- 王欣怡
- 吳青穎
- 林明上校
- 陳自為上校
- 王柔上尉
- 林淑民上尉
- 陳淑珍
- 陳煜叡
- 陳潁婕士官長
- 洪雨涵上尉
- 謝雯萍上尉
- 林佳璇少校
- 高志華
- 朱曼瑩
- 連珮貝
- 連昭慈
- 林仙怡
- 蘇瑋婷
- 吳宇舒
- 蔡尚樺

## 片頭曲
| 曲序/稱      | 曲名             | 作詞   | 編/作曲      | 主唱                                                               | 伴奏           |
| 《國防線上》 | 《橡樹之心》     | -      | 威廉·博伊斯  | -                                                                  | -              |
| 第一代       | 《思想就是力量》 | 孫儀   | 張弘毅(指揮) | 國防部藝術工作總隊國光合唱團                                       | 國防部示範樂隊 |
| 第二代       | 《明天更輝煌》   | 黃瑩   | 張弘毅       | 國防部政治作戰總隊藝宣大隊 →國防部政治作戰總隊藝宣中心             | -              |
| 第三代       | 《青春不留白》   | 蔡富澧 | 尹順隆       | 國防部政治作戰總隊藝宣中心 →國防部政治作戰總隊心理作戰大隊第五中隊 | -              |

## 外部連結
- 國防部政治作戰局-莒光園地簡介 （页面存档备份，存于）
- 國防部政治作戰局-政戰資訊服務網 （页面存档备份，存于）（繁體中文）
- 國防部政治作戰局-政戰資訊服務網 （页面存档备份，存于）（英文）
- 華視影 Bar：莒光園地 （页面存档备份，存于）
- 莒光園地的Facebook專頁
- YouTube上的【專題】莒光園地播放列表-中華電視公司